# Су (округ, Северная Дакота)
Округ Су (англ. Sioux County) — округ в центральной части штата Северная Дакота в США. Население — 4044 человека (перепись 2000 года). Административный центр — Форт-Йетс.
Округ полностью входит в состав индейской резервации Стэндинг-Рок и назван в честь индейцев сиу.

## География
Округ имеет общую площадь 2922 км², из которых 2833 км² приходится на сушу и 88 км² (3,03 %) на воду.

## Демография
По данным переписи в 2000 году насчитывалось 4044 человека, 1095 домохозяйств и 871 семья, проживающих в округе. Плотность населения составляла 1 человек на квадратный километр. Расовый состав: 14,34 % — белое население, 84,59 % — коренные американцы, 0,02 % — афроамериканцы, 0,02 % — азиаты, 0,05 % — гавайцы, 0,07 % — прочие расы, и 0,89 % — смешанные расы.
Распределение населения по возрасту: 40,3 % составляют люди до 18 лет, 11,1 % — от 18 до 24 лет, 26,9 % — от 25 до 44 лет, 16,2 % — от 45 до 64 лет, и 5,6 % — в возрасте 65 лет и старше. Средний возраст составляет 24 года. На каждые 100 женщин приходится 104,2 мужчин. На каждые 100 женщин в возрасте 18 лет и старше насчитывалось 99,7 мужчин.
Среднегодовой доход на домашнее хозяйство в городе составляет $ 22 483, а средний доход на семью составляет $ 24 000. Мужчины имеют средний доход $ 22 039, тогда как женщины $ 19 458. Доход на душу населения по округу составляет $ 7731. Около 33,6 % семей и 39,2 % населения находятся ниже черты бедности, в том числе 44,4 % из них моложе 18 лет и 25,8 % в возрасте 65 лет и старше. Доход на душу населения в округе один из самых низких в США.

## Города
- Форт-Йетс (англ. Fort Yates)
- Селфридж (англ. Selfridge)